# Ван Дёйвенбоде, Тео
Тео ван Дёйвенбоде (нидерл. Theo van Duivenbode; род. 1 ноября 1943, Амстердам) — нидерландский футболист, защитник.

## Биография

### Карьера игрока
Тео ван Дёйвенбоде начал свою футбольную карьеру в клубе ДВС из Амстердама, позже Тео перешёл в юношескую команду клуба «Де Спартан». В 1963 году ван Дёйвенбоде стал игроком амстердамского «Аякса». В своём первом сезоне за «Аякс» Тео провёл 4 матча. В чемпионате Нидерландов сезона 1964/1965 Тео не получал много игрового времени, выйдя только в 15 матчах. Однако в следующем сезоне Тео регулярно выходил в основе, сыграв 30 матчей и забив 4 мяча, в этом же сезоне 1965/1966 Тео стал чемпионом Нидерландов. В составе «Аякса» Тео выиграл ещё два чемпионата и один Кубок Нидерландов. Всего за «Аякс» ван Дёйвенбоде провёл в чемпионате Нидерландов 135 матчей и забил 6 мячей.
Покинув «Аякс» в 1969 году Тео стал игроком роттердамского «Фейеноорда». В течение четырёх сезонов ван Дёйвенбоде выступал за клуб, хотя и не был безоговорочным игроком основы. В 1970 году Тео стал обладателем Кубка Чемпионов, в финале обыграв шотландский «Селтик» со счётом 2:1. С «Фейеноордом» Тео стал чемпионом Нидерландов сезона 1970/1971, в турнирной таблице «Фейеноорд» всего на 4 очка опередил бывший клуб Тео «Аякс». В составе роттердамского клуба Тео провёл 83 матча, в которых забил 1 мяч.
В 1973 году ван Дёйвенбоде перешёл в «Харлем» из одноимённого города. За «Харлем» в сезоне 1973/1974 Тео провёл все 34 матча чемпионата. По итогам сезона «Харлем» финишировал на 12 месте. В своём последнем сезоне Тео редко выходил в основе и отыграл всего 12 матчей, а «Харлем» по итогам сезона покинул чемпионат, заняв предпоследнее 17 место. В 1975 году ван Дёйвенбоде завершил свою футбольную карьеру.

### Карьера в сборной
В национальной сборной Нидерландов Тео дебютировал 4 сентября 1968 года в матче против Люксембурга, завершившийся победой нидерландцев 2:0. Свой последний матч за сборную ван Дёйвенбоде провёл 11 октября 1970 года в матче против Югославской сборной, завершившийся вничью 1:1. Всего за сборную Тео провёл пять матчей.

## Статистика

### Матчи ван Дёйвенбоде за сборную Нидерландов
| Матчи ван Дёйвенбоде за сборную Нидерландов | Матчи ван Дёйвенбоде за сборную Нидерландов | Матчи ван Дёйвенбоде за сборную Нидерландов | Матчи ван Дёйвенбоде за сборную Нидерландов | Матчи ван Дёйвенбоде за сборную Нидерландов | Матчи ван Дёйвенбоде за сборную Нидерландов |
| ------------------------------------------- | ------------------------------------------- | ------------------------------------------- | ------------------------------------------- | ------------------------------------------- | ------------------------------------------- |
| №                                           | Дата                                        | Соперник                                    | Счёт                                        | Голы ван Дёйвенбоде                         | Соревнование                                |
| 1                                           | 4 сентября 1968                             | Люксембург                                  | 2:0                                         | —                                           | Чемпионат мира 1970 (отбор)                 |
| 2                                           | 27 октября 1968                             | Болгария                                    | 0:2                                         | —                                           | Чемпионат мира 1970 (отбор)                 |
| 3                                           | 26 марта 1969                               | Люксембург                                  | 4:0                                         | —                                           | Чемпионат мира 1970 (отбор)                 |
| 4                                           | 7 мая 1969                                  | Польша                                      | 1:0                                         | —                                           | Чемпионат мира 1970 (отбор)                 |
| 5                                           | 11 октября 1970                             | Югославия                                   | 1:1                                         | —                                           | Чемпионат Европы 1972 (отбор)               |

Итого: 5 матчей / 0 голов; 3 победы, 1 ничья, 1 поражение.

## Достижения
- Чемпион Нидерландов: 1966, 1967, 1968, 1971
- Обладатель Кубка Нидерландов: 1967
- Обладатель Кубка Чемпионов: 1970